# TNA Xplosion
O TNA Xplosion é um programa de televisão transmitido pela Total Nonstop Action Wrestling junto com os melhores momentos do Impact Wrestling e lutas exclusivas. Dura geralmente 1 hora (sendo 16 minutos de comerciais) e é composto pelos atuais lutadores da TNA. Atualmente existe um projeto para que o Xplosion comece a ser transmitido nos Estados Unidos. Atualmente, é transmitido no Canadá, no The Fight Network, na Ásia e no Oriente Médio na ESPN Star Sports, no "mundo árabe" na MBC Action e no Brasil no Esporte Interativo.

## História

### 2002 - 2003
Xplosion foi lançado em 27 de novembro de 2002, como um show apenas para as TVs à cabo  e contou com lutas exclusivas realizadas no TNA Asylum, bem como entrevistas exclusivas com todos os lutadores da TNA.

### 2004 - 2005
Em 18 de novembro de 2004, o programa se tornou um show que mostrava os melhores momentos do Impact! em função de alterações no cronograma de gravação. No entanto, voltou a ser exibido lutas exclusivas (anunciadas como "Xclusives Xplosion") mais uma vez em 07 de outubro de 2005, além dos melhores momentos do Impact!. As "Xclusives Xplosion" também foram exibidas no extinto programa para a internet, o Global Impact!.
Todos as lutas vistas no Xplosion foram gravadas antes do Impact!. As lutas que são exibidas no Xplosion normalmente apresentam lutadores que raramente aparecem no Impact!. Ocasionalmente, os lutadores fizeram a sua estreia ou retorno no Xplosion e também ocorreram angles.

### 2006 - 2008
Em maio de 2006, os apresentadores do show eram Jeremy Borash (locutor) e Val SoCal (repórter). O Xplosion nos Estados Unidos parou de ser transmitido no final de 2006, embora algumas das lutas exclusivas foram exibidas no TNA Today.

### 2008 - Presente
A partir 22 de dezembro de 2008, as "Xplosion Xclusive" são transmitidas no web site da TNA e na página da TNA no YouTube. O show foi renovado em 14 de junho de 2010, durante as gravações do episódio 300 do Xplosion, tornando-se mais de um "programa original", em vez de um "programa de destaque", com Jeremy Borash trabalhando como comentarista. Isto foi confirmado por Dixie Carter, que anunciou que o Xplosion seria re-montado, e apresentaria novos lutas e entrevistas exclusivas, bem como atualizações sobre a TNA, incluindo a cobertura do Impact!, dizendo "A TNA apresenta superstars mais talentosos que nunca antes na história da empresa, por isso fazia sentido para remontar o Xplosion e torná-lo uma parte importante da marca TNA". Além das mudanças no formato, o Xplosion recebeu um novo logotipo, gráficos e música tema cantada pela banda Taproot. Nas gravações em 16 maio de 2011, Desmond Wolfe foi anunciado como o novo Comissário do Xplosion. Ele, contudo, trabalhou no papel apenas por um mês, antes de ser liberado de seu contrato com a TNA.

### Comentaristas
| Comentaristas                 | Datas                                                                                 |
| ----------------------------- | ------------------------------------------------------------------------------------- |
| Mike Tenay e Don West         | 5 de Outubro de 2002 – 13 de Agosto de 2009                                           |
| Mike Tenay eTaz               | 20 de Agosto de 2009 – 7 de Junho de 2010                                             |
| Jeremy Borash e Taz           | 14 de Junho de 2010 – 29 de Fevereiro de 2012 25 de Abril de 2012 - 1 de Maio de 2012 |
| Jeremy Borash e Eric Bischoff | 7 de Março de 2012– 8 de Abril de 2012                                                |
| Jeremy Borash e Pat Kenney    | 8 de Maio de 2012- Presente                                                           |